# Piotr Trochowski
Piotr Trochowski (* 22. března 1984, Tczew, Polsko) je bývalý německý fotbalový záložník narozený v Polsku. Je bývalým reprezentantem Německa.

## Klubová kariéra
V letech 2001 až 2005 nastupoval za FC Bayern Mnichov, za A-tým a jistou dobu za B-tým. Poté přestoupil do Hamburku.
V létě 2011 přestoupil do Sevilly. Se Sevillou se probojoval až do finále Evropské ligy 2013/14, v němž jeho tým porazil portugalskou Benfiku Lisabon až v penaltovém rozstřelu (4:2, 0:0 po prodloužení).

## Reprezentační kariéra
Vzhledem k tomu, že se narodil v Polsku, mohl jej reprezentovat. Jeho matka kontaktovala polský fotbalový svaz s tím, že její syn má zájem o národní tým, ale svaz jí nevěnoval větší pozornost. Rozhodl se tedy reprezentovat Německo. Objevil se v nominaci na mistrovství Evropy 2008 v Rakousku a Švýcarsku a v nominaci na mistrovství světa 2010 v Jihoafrické republice. Předtím si zahrál i v mládežnickém týmu Německa. Za seniorské mužstvo Německa odehrál 35 utkání a vstřelil dva góly.

## Úspěchy

### Klubové
FC Bayern Mnichov
- Bundesliga: (2002/03 – 1. místo)
- DFB-Pokal: (2002/03 – 1. místo)

Sevilla FC
- Evropská liga UEFA: (2013/14 – 1. místo)

### Reprezentační
Německo
- Mistrovství Evropy: (2010 – 3. místo)
- Mistrovství světa: (2008 – 2. místo)